# Bekuh Boom
Rebecca Rose Johnson, thường được biết đến với nghệ danh Bekuh Boom (thường được viết cách điệu là Bekuh BOOM) là một ca sĩ và nhạc sĩ người Mỹ. Cô đã đồng sáng tác một số đĩa đơn số một ở Hoa Kỳ, Châu Âu và Châu Á, và góp mặt trong hai đĩa đơn đồng sáng tác là: "I W’t Let You Down" của ca sĩ người Đan Mạch Christopher, ca khúc đã đạt được xếp hạng tại #1 trên Tracklisten - bảng xếp hạng âm nhạc chính thức của Đan Mạch và trên iTunes Đan Mạch và "Money" của bộ đôi hát nhạc điện tử Na Uy Broiler, và ca khúc cũng đã đạt vị trí thứ #3 trên bảng xếp hạng âm nhạc của Na Uy. Tính đến năm 2016, cô đã đồng sáng tác hơn 10 ca khúc đạt vị trí số 1 trên các bảng xếp hạng âm nhạc khác nhau bao gồm cả iTunes.
Năm 18 tuổi, Johnson đã ký hợp đồng đầu tiên của cô với hãng sản xuất âm nhạc Warner / Chappell Music.

## Bài hát đã sáng tác
| Năm  | Tên                             | Nghệ sĩ                                                                                             | Album                         |
| ---- | ------------------------------- | --------------------------------------------------------------------------------------------------- | ----------------------------- |
| 2013 | "Cookie"                        | R. Kelly                                                                                            | Black Panties                 |
| 2013 | "Skipping a Beat"               | Jordin Sparks                                                                                       | Đĩa đơn không nằm trong album |
| 2013 | "Pop a Bottle (Fill Me Up)"     | Jessica Mauboy                                                                                      | Beautiful                     |
| 2014 | "Eyes, Nose, Lips"              | Taeyang                                                                                             | Rise                          |
| 2014 | "I'm Different"                 | Hi Suhyun (feat. Bobby (iKon))                                                                      | Đĩa đơn không nằm trong album |
| 2015 | "Shake The Ground"              | Hedegaard (feat. Brandon Beal & Bekuh Boom)                                                         | Đĩa đơn không nằm trong album |
| 2016 | "Golden"                        | Brandon Beal (feat. Lukas Graham)                                                                   | Truth                         |
| 2016 | "Money"                         | Broiler (feat. Bekuh Boom)                                                                          | Đĩa đơn không nằm trong album |
| 2016 | "Catch Me"                      | Cosmic Girls                                                                                        | Would You Like?               |
| 2016 | "I Won't Let You Down"          | Christopher (feat. Bekuh Boom)                                                                      | Closer                        |
| 2016 | "Boombayah"                     | Blackpink                                                                                           | Square One                    |
| 2016 | "Whistle"                       | Blackpink                                                                                           | Square One                    |
| 2017 | "Island"                        | Winner                                                                                              | Our Twenty Four               |
| 2018 | "Best Friend"                   | iKon                                                                                                | Return                        |
| 2018 | "Ddu-Du Ddu-Du"                 | Blackpink                                                                                           | Square Up                     |
| 2018 | "Goodbye Road"                  | iKon                                                                                                | New Kids: The Final           |
| 2019 | "Kill This Love"                | Blackpink                                                                                           | Kill This Love                |
| 2019 | "Don't Know What to Do"         | Blackpink                                                                                           | Kill This Love                |
| 2019 | "Good Idea"                     | Broiler (feat. Bekuh Boom)                                                                          | Đĩa đơn không nằm trong album |
| 2019 | "Birthday"                      | Jeon So-mi                                                                                          | Đĩa đơn không nằm trong album |
| 2020 | "The Baddest"                   | (G)I-dle, Bea Miller, và Wolftyla trong vai trò là K/DA                                             | All Out                       |
| 2020 | "More"                          | Madison Beer, (G)I-dle, Lexie Liu, Jaira Burns và Seraphine trong vai trò là K/DA                   | All Out                       |
| 2020 | "Villain"                       | Madison Beer và Kim Petras trong vai trò là Evelynn (K/DA)                                          | All Out                       |
| 2020 | "Drum Go Dum"                   | Aluna, Wolftyla, và Bekuh Boom trong vai trò là Kaisa (K/DA)                                        | All Out                       |
| 2020 | "I'll Show You"                 | Twice (Jihyo, Nayeon, Sana, và Chaeyoung), Bekuh Boom, và Annika Wells trong vai trò là Ahri (K/DA) | All Out                       |
| 2020 | "Ice Cream" (with Selena Gomez) | Blackpink                                                                                           | The Album                     |
| 2020 | "Pretty Savage"                 | Blackpink                                                                                           | The Album                     |
| 2020 | "Crazy Over You"                | Blackpink                                                                                           | The Album                     |
| 2020 | "You Never Know"                | Blackpink                                                                                           | The Album                     |
| 2021 | "Lalisa"                        | Lisa                                                                                                | Lalisa                        |
| 2021 | "Money"                         | Lisa                                                                                                | Lalisa                        |
| 2022 | "Church"                        | JLO (feat.Maluma)                                                                                   | Marry Me                      |
| 2022 | "Wonderland"                    | AleXa                                                                                               | American Song Contest: Tập 1  |
| 2022 | "Ready for Love"                | Blackpink                                                                                           | Born Pink                     |
| 2022 | "Typa Girl"                     | Blackpink                                                                                           | Born Pink                     |
| 2023 | "Shoong!" (슝!)                 | Taeyang kết hợp với Lisa                                                                            | Down to Earth                 |
| 2023 | "Fast Forward"                  | Jeon Somi                                                                                           | Game Plan                     |
| 2023 | "You & Me (Coachella ver.)"     | Jennie                                                                                              | Đĩa đơn không nằm trong album |

## Giải thưởng
| Năm  | Đề cử  | Giải thưởng                     | Hạng mục             | Kết quả   | Ref.   |
| ---- | ------ | ------------------------------- | -------------------- | --------- | ------ |
| 2021 | "More" | Game Audio Network Guild Awards | Bài hát gốc hay nhất | Đoạt giải | [ 11 ] |